# L字型ポイントハウス
L字型ポイントハウス（Lじがたポイントハウス）とは、日本住宅公団名古屋支所において建設されたポイントハウスのことである。

## 概要
昭和30年代、日本住宅公団の支所の中には全国単位で建設されたスターハウスの他に、独自の設計のポイントハウスを建設していたところも存在し、L字型ポイントハウスは名古屋支所独自のポイントハウスとして建設された。これは、上空から見るとL字型をしており、一部からはスターハウス、一部からはボックス型に見えるという独特の形状をしている。
合計で3団地に建設され、2009年現在、稲沢団地を除くすべてのL字型ポイントハウスは除却されている。

## 導入された団地
- 公団星ヶ丘団地（1957年竣工）
- 公団稲沢団地（1958年竣工）
- 公団鳴海団地（1959年竣工）